# Раден Салех
Раден Салех Саджаф Бустаман (яван. ꦫꦢꦺꦤ꧀ꦱꦭꦺꦃꦯ꦳ꦫꦶꦥ꦳꧀ꦨꦸꦱ꧀ꦠꦩꦤ꧀, араб. رادين صالح شريف بوستامن; 1807 — 23 квітня 1880) — індонезійський художник арабо-яванського походження. Він вважається батьком сучасного індонезійського живопису. Велика кількість робіт Салеха зберігається в Державному музеї в Амстердамі.

## Біографія
Раден Салех народився в Семаранзі в князівській родині. Його батьком був Сеїд Хусейн ібн Альві ібн Авал ібн Ях'я, дідом по материнській лінії — Сеїд Абдулла Бустаман..
Молодого Раден Салеха вперше почав навчати бельгійський маляр Антуан Пайєн. Він помітив талант Салеха і переконав колоніальний уряд відправити його на навчання до Європи. Салех прибув до Нідерландів в 1829 році, де почав вчитися у Корнеліса Круземана і Андреаса Схелфхаута.
Від Круземана Салех навчився портретному живопису, а Схелфхаут допоміг йому розвинути навички пейзажиста. Згодом Салеха почали запрошувати до європейських дворів писати портрети. В 1836 році він став першим індонезійцем, котрий прийняв масонство. З 1839 року він п'ять років провів при дворі Ернста I, герцога Саксен-Кобург-Готського, котрий став його покровителем.
Раден Салех відвідав низку європейських міст, а також Алжир. Загалом, він прожив в Європі 20 років. Після повернення в Ост-Індію в 1852 році, Салех працював при мистецький колекції колоніального уряду, малював портрети генерал-губернаторів. а також портрети інших представників колоніальної еліти і пейзажі.
Раден Салех помер 23 квітня 1880 року.

## Вшанування пам'яті
На честь Радена Салеха названий 23-кілометровий кратер на Меркурії.

## Галерея

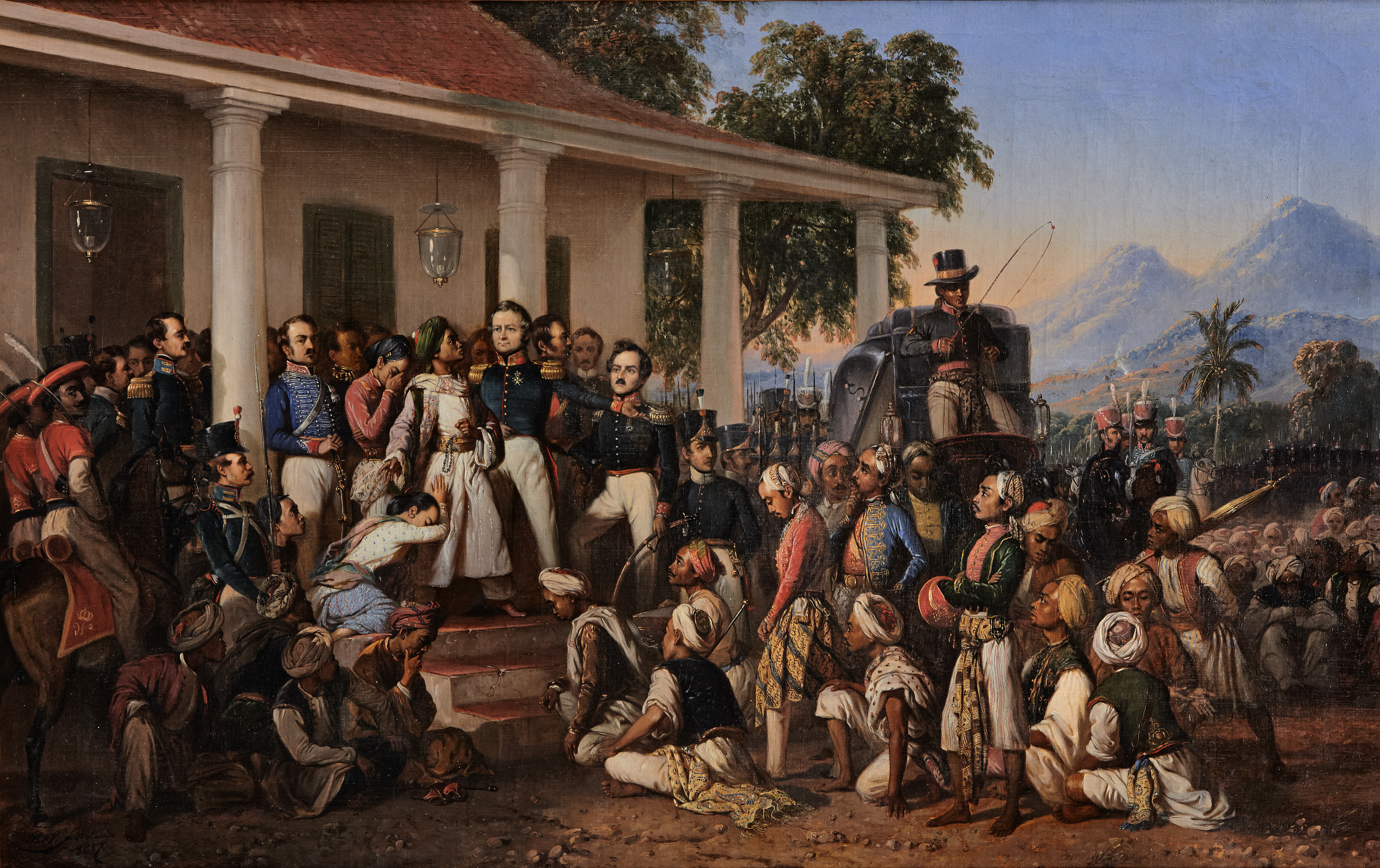
Арешт принца Діпонегоро.
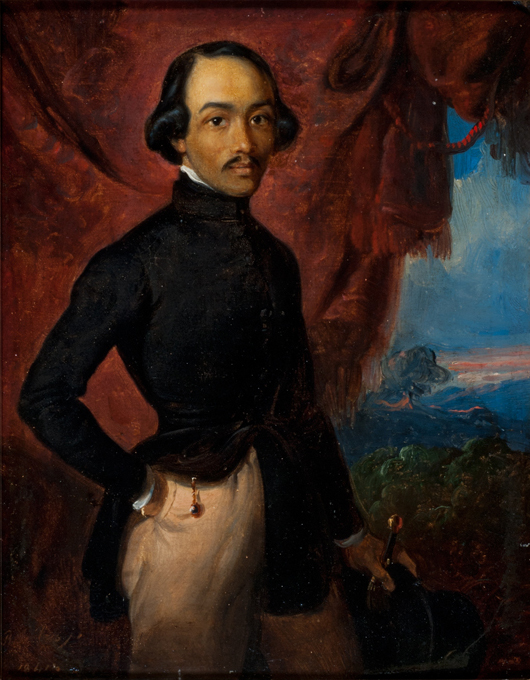
Автопортрет (1840 р.)
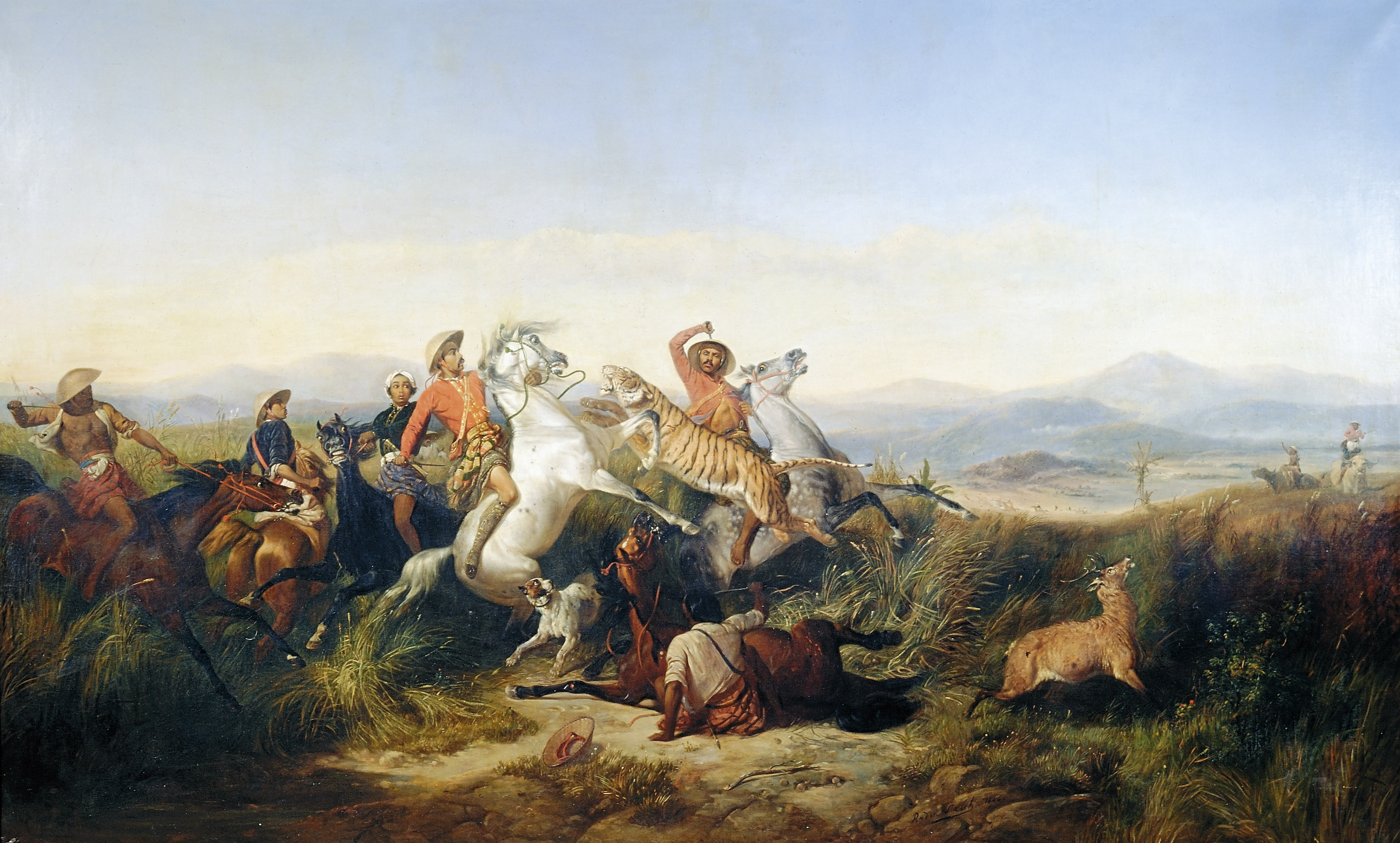
Полювання на оленів
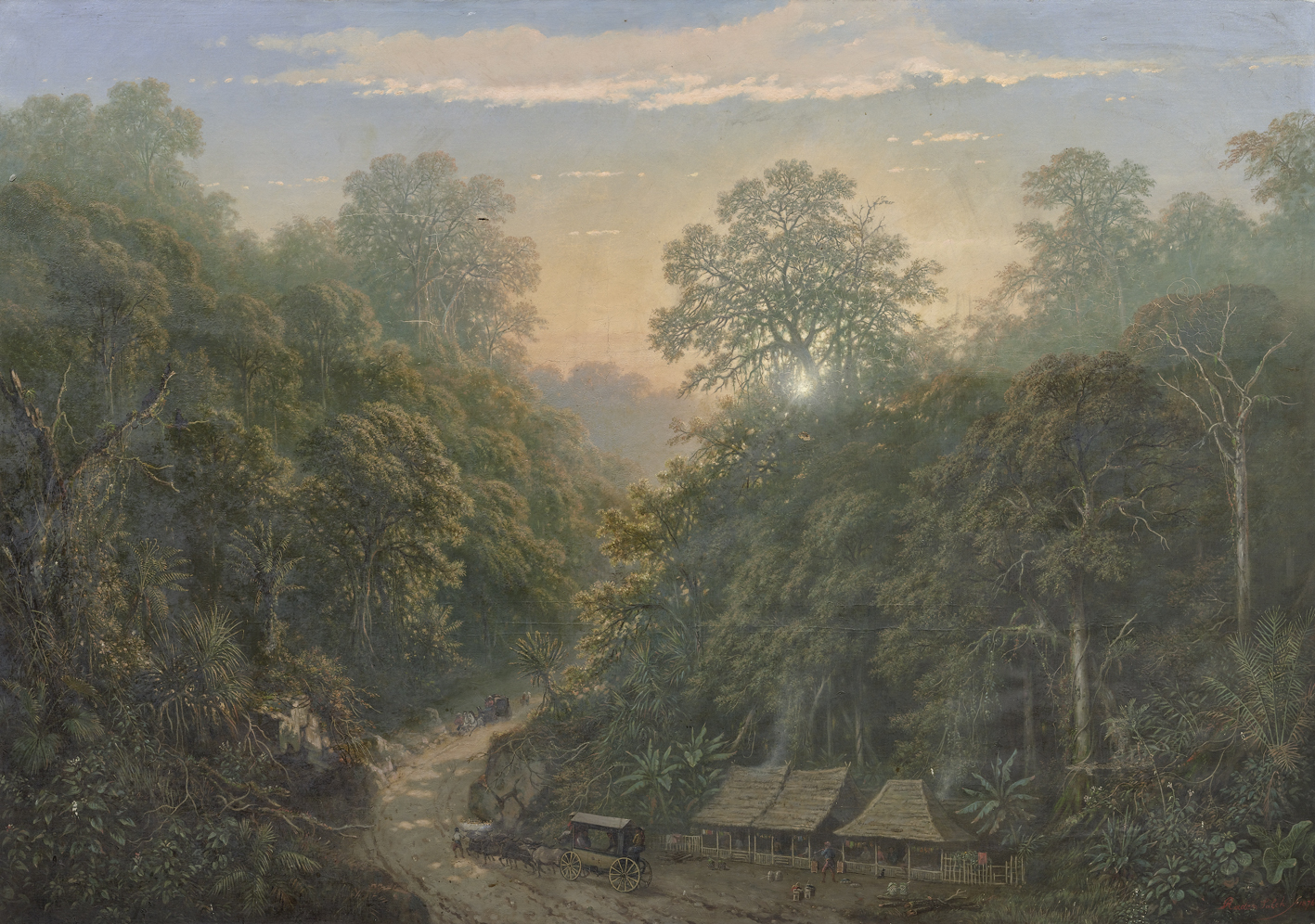
Яванська поштова станція
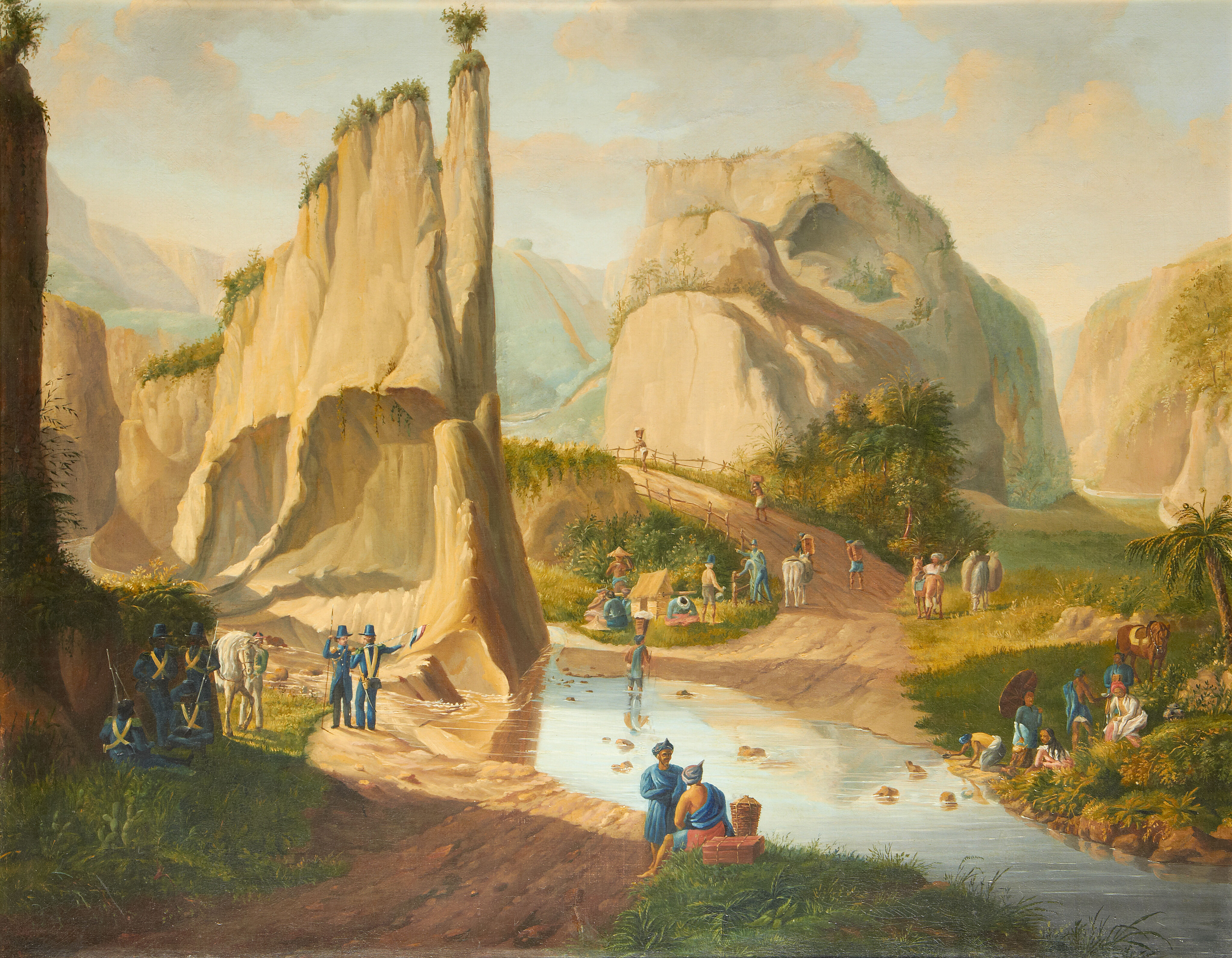
Пейзаж